# プロイセンの栄光
『プロイセンの栄光』（プロイセンのえいこう、ドイツ語: Preußens Gloria）（ドイツ陸軍行進曲第2、作品143;プロイセン陸軍行進曲集第2、作品240;陸軍行進曲集第2、作品98）は、フランクフルト・アン・デア・オーダーの第8「フリードリヒ・ヴィルヘルム3世国王」（第1ブランデンブルク）近衛擲弾兵連隊の音楽監督ヨハン・ゴットフリート・ピーフケ（1815–1884）によって作曲された行進曲。1871年にプロイセン王国がフランス帝国に勝利した普仏戦争を記念して作曲された。ピーフケの死後、1909年になってから楽譜が発見された。プロイセン時代から現在のドイツ連邦軍まで継続して式典等で用いられている。

## 概要

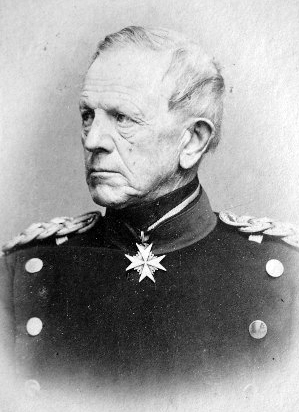
普仏戦争においてプロイセン軍を指揮したモルトケ元帥

プロイセンの栄光は、普仏戦争でプロイセンとその同盟国がフランスに勝利し、ドイツ帝国が建国された後、1871年に作曲され、凱旋した軍隊の戦勝パレードのためにフランクフルト・アン・デア・オーダーで初演された。当初、ピーフケは特別な機会にしか演奏しなかったため、長い間一般の人々には知られていなかった。楽譜は1898年に初めて印刷された。
プロイセンの栄光は、1894年から1899年まで第8近衛擲弾兵連隊のフーゴ・エルスターマン・フォン・エルスター中将がフランクフルトからベルリンに楽譜を送った1909年以降に知られるようになった。1908年にエルスターに指揮されるようになった第3近衛歩兵隊の軍楽隊は、彼の軍楽主任であるフーゴ・ゲーリッシュの下で練習した。1909年の春のある日、第3近衛歩兵隊からなる宮殿の衛兵は、プロイセンの栄光の曲に合わせて
ベルリン王宮へと行進した。その際に皇帝ヴィルヘルム2世はこの行進曲を気に入り、ゲーリッシュに曲について尋ねた。ベルリンの駐屯地ですぐに噂が広まり、次の数週間ではすべてのベルリンの歩兵連隊の衛兵隊がプロイセンの栄光を用いるようになった。1912年にプロイセンの栄光は行進曲集に収められ、1914年にはテオドール・グラーヴェルトとオスカー・ハッケンベルガーによって編集された。ハインリヒ・フォン・プロイセン海軍元帥をはじめ、海軍からも非常に好評だったため、海軍の行進曲とも見なされた。プロイセンの栄光は、ドイツの軍楽の標準的なレパートリーの一部となり、祝勝会、宣誓式、野外パレードなどの軍事行事でよく演奏された。
ナチス・ドイツ時代にも、アドルフ・ヒトラーが好んでナチスの行進曲として使用した。
戦後の東ドイツでは軍国主義の象徴とみなされ、国家人民軍軍楽隊のレパートリーからは外された(代わりに「国家人民軍パレード行進曲第一」が用いられた)。一方、西ドイツでは引き続き用いられた。
ドイツ連邦軍以外ではチリ陸軍やスウェーデン近衛連隊などでも用いられているほか、民間でも広く演奏されている。